# 漢加拉斯區

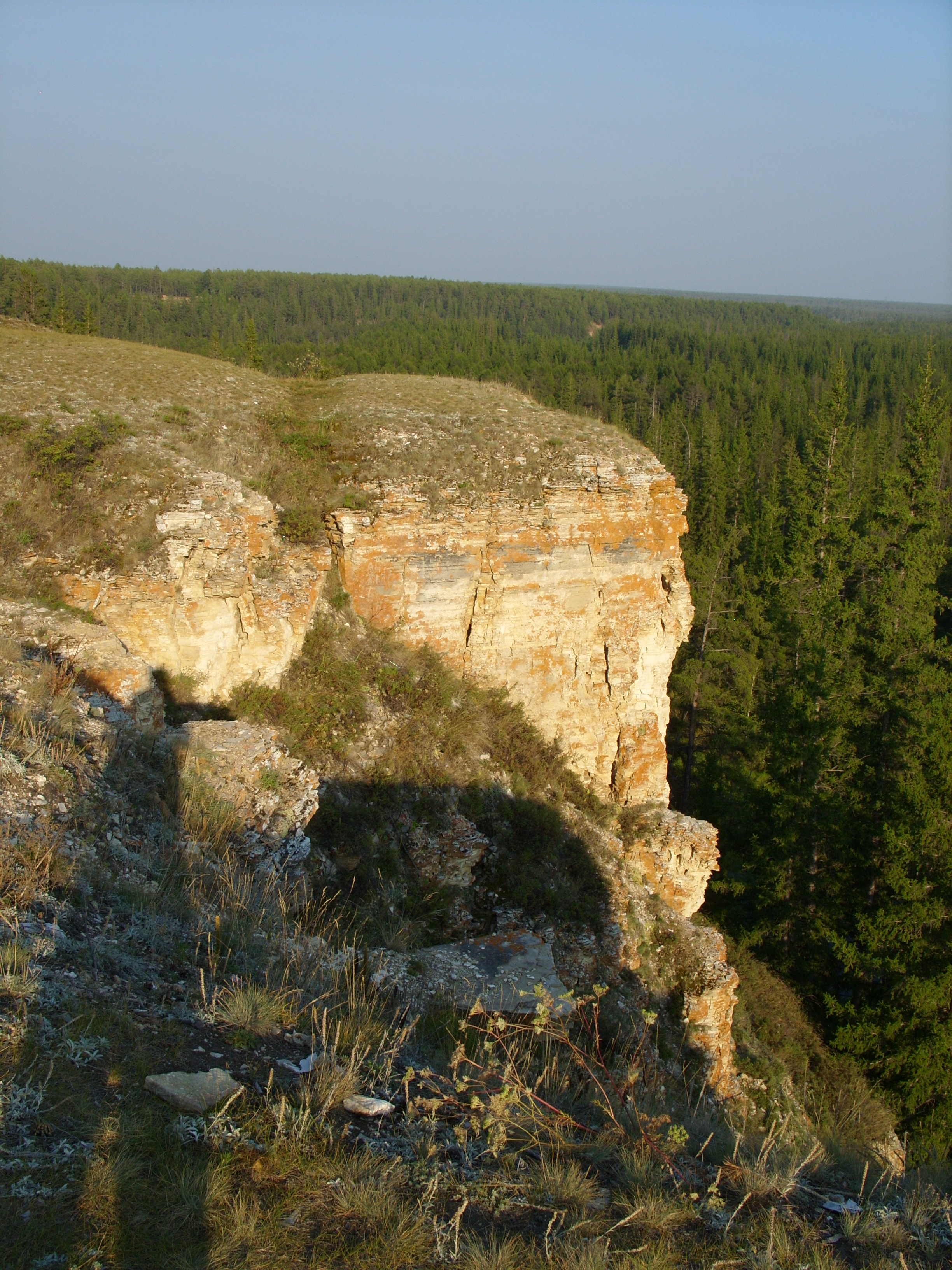

61°18′N 127°12′E / 61.300°N 127.200°E
漢加拉斯區（俄语：Хангаласский улус），是俄羅斯的一個區，位於該國東部，由薩哈共和國負責管轄，始建於1930年2月10日，面積24,700平方公里，2010年人口24,557，人口密度每平方公里0.99人。